# Ясколка низкая
Ясколка низкая (лат. Cerastium pumilum) — вид миниатюрных однолетних травянистых растений семейства Гвоздичные (Caryophyllaceae).

## Ботаническое описание
Однолетние травянистые мелкие растения до 14 см высотой. Стебель с многочисленными железистыми и небольшим количеством обычных волосков.
Листья 4–15 мм длиной, нижние обратноланцетовидные, верхние — овальные или овально-удлиненные, с тупым кончиком, опушенные.
Цветоножки длиннее чашелистиков. Прицветники травянистые, пленчатые до ⅛ длины, опушенные с обеих сторон, реже только с наружной. Чашелистики 4–5 мм длиной, остроконечные, ланцетовидные или обратноланцетовидные, пленчатые до ¼ своей длины, с железистыми волосками. Лепестки белые, иногда с фиолетовым оттенком, равные или чуть превышающие по длине чашелистики. Рассеченные надвое до четверти своей длины, с выраженными разветвленными жилками. Тычинок 5–10, пестиков 5.
Плод — коробочка длиной 6–8 мм, диаметром 2–3 мм, всегда с 10 зубцами. Чашечки при плодах отклоненные почти под прямым углом к цветоножке, колокольчатые. Семена 0,5–0,6 мм, каштаново-коричневые, мелкобугорчатые.
Хромосомное число 2n= 90–100.

## Распространение и экология
Природный ареал охватывает большую часть Европы за исключением самых северных и восточных областей (Норвегия, Азорские острова, Фарерские острова). Как заносное встречается в Японии и Китае, в Северной Америке. На территории России обнаружен на Кавказе, в Причерноземье, Нижне-донском регионе.

## Классификация
Под устаревшим синонимичным названием Cerastium pumilum (Ясколка низкая) также известны несколько таксонов, которые по современной классификации являются самостоятельными:
- Cerastium pumilum Raf. → Cerastium glomeratum Thuill. — Ясколка скученная, или Ясколка скученноцветковая
- Cerastium pumilum Bourg. ex Willk. & Lange → Cerastium gracile Dufou.
- Cerastium pumilum Griseb. → Cerastium pumilum var. glutinosum (Fries) E.Rico — Ясколка железистая, или Ясколка липкая

### Таксономия
Cerastium pumilum Curtis, 1794, Fl. Londin. 4: t. 30
Вид Ясколка низкая относится к роду Ясколка (Cerastium) семейства Гвоздичные (Caryophyllaceae) порядка Гвоздичноцветные (Caryophyllales). Кладограмма в соответствии с Системой APG IV по состоянию на декабрь 2023 года:
|  |                                      |  |                                   |                                   |                      |  | ещё 40 семейств | ещё 40 семейств |                |  |                         |  | еще 204 подтвержденных вида и 148 видов, ожидающих подтверждения | еще 204 подтвержденных вида и 148 видов, ожидающих подтверждения |  |
|  |                                      |  |                                   |                                   |                      |  | ещё 40 семейств | ещё 40 семейств |                |  |                         |  | еще 204 подтвержденных вида и 148 видов, ожидающих подтверждения | еще 204 подтвержденных вида и 148 видов, ожидающих подтверждения |  |
|  |                                      |  |                                   | порядок Гвоздичноцветные          |                      |  |                 |                 | род Ясколка    |  |                         |  |                                                                  |                                                                  |  |
|  |                                      |  |                                   | порядок Гвоздичноцветные          |                      |  |                 |                 | род Ясколка    |  | 2 внутривидовых таксона |  |                                                                  |                                                                  |  |
|  | отдел Цветковые, или Покрытосеменные |  |                                   |                                   | семейство Гвоздичные |  |                 |                 | Ясколка низкая |  |                         |  |                                                                  |                                                                  |  |
|  | отдел Цветковые, или Покрытосеменные |  |                                   |                                   |                      |  |                 |                 |                |  |                         |  |                                                                  |                                                                  |  |
|  |                                      |  | ещё 63 порядка цветковых растений | ещё 63 порядка цветковых растений |                      |  |                 | еще 97 родов    | еще 97 родов   |  |                         |  |                                                                  |                                                                  |  |
|  |                                      |  |                                   | ещё 63 порядка цветковых растений |                      |  |                 |                 | еще 97 родов   |  |                         |  |                                                                  |                                                                  |  |

### Внутривидовые таксоны
- Cerastium pumilum var. glutinosum (Fries) E.Rico — Ясколка железистая или Ясколка липкая
- Cerastium pumilum subsp. litigiosum (Lens) P.D.Sell & Whitehead)

### Синонимы
- Cerastium algericum Batt.
- Cerastium diffusum subsp. subtetrandrum (Lange) P.D.Sell & Whitehead
- Cerastium pumilum f. subtetrandroides Zajac
- Cerastium pumilum f. subtetrandrum Lange
- Cerastium pumilum var. pumilum
- Cerastium subtetrandrum Murb.
- Cerastium ucrainicum (Kleopow) Klokov
- Cerastium varians Coss. & Germ.